# 加藤清信
加藤 清信 (かとう きよのぶ、生年不詳〜1551年) は、戦国時代 の武将。清忠の父で清正の祖父にあたる人物。通称小次郎、因幡守。

## 生涯
加藤清方の子として生まれた。尾張国愛知郡中村に住み、斎藤道三に仕えた。一説には稲葉山城の城代を勤めたと言う。妻は大政所（豊臣秀吉の母）の叔母である於太袮 。